# RD-191
Le RD-191 est un moteur-fusée à ergols liquides russe destiné à propulser le premier étage du nouveau lanceur Angara. Ce moteur à combustion étagée brûle un mélange de kérosène de grade RG-1 et d'oxygène liquide et a une poussée de 1920 kNewtons au niveau de la mer. Le RD-191 est une version mono-chambre du RD-170.
Son développement a débuté à la fin des années 1990 et son premier vol a eu lieu le 9 juillet 2014. Plusieurs versions dérivées ont été développées pour propulser d'autres lanceurs. Le RD-151 pour propulser la fusée sud-coréenne Korea Space Launch Vehicle (premier vol en 2009), le RD-193 pour propulser une version à venir de la fusée Soyouz 2.1v et le RD-181 pour équiper le premier étage de la fusée américaine Antares 200 (premier vol le 18 octobre 2016).

## Historique
Le développement du RD-191 débute fin 1998. Le moteur propulse le premier étage de la famille de  lanceurs Angara qui doit remplacer à la fois les fusées Proton et Zenit. En juin 2011 le moteur a accumulé environ 27 000 secondes de fonction sur banc d'essai. Le premier lancement de la fusée Angara (vol suborbital), a eu lieu le 9 juillet 2014.

## Caractéristiques techniques
Le RD-191 est un moteur-fusée à ergols liquides qui dérive du RD-170 mis au point pour la propulsion de la fusée géante Energia et utilisé depuis cette époque par la fusée Zenit. Alors que le RD-170 comporte 4 chambres de combustion, le RD-191 en comporte une seule et sa poussée est réduite en conséquence : 2090 kN dans le vide et 1920 kN au sol. Le RD-191 est, comme son ainé, un moteur à combustion étagée qui brûle un mélange de kérosène et d'oxygène liquide. Grâce à cette architecture technique performante, il dispose d'une impulsion spécifique élevée de 337 s dans le vide. L'orientation du moteur peut être écartée de 8 degrés de la verticale selon deux axes, ce qui permet de contrôler la direction de la poussée et d'orienter la fusée en lacet et tangage. La poussée peut être réduite jusqu'à 27 % de sa valeur nominale et brièvement poussée jusqu'à 105%.

## Versions dérivées
Plusieurs versions ont été développées à partir du  RD-191 :

### RD-151
Une version du moteur moins puissante (poussée de 167 tonnes), baptisée RD-151, a déjà volé à trois reprises en propulsant le premier étage de la fusée sud-coréenne Korea Space Launch Vehicle (KSLV) fourni par la Russie. Le premier vol a eu lieu le 30 juillet 2009 donc bien avant le premier vol de la version RD-191 dont il dérive.

### RD-181
Le RD-181 est une version développée pour l'exportation qui a été choisie en janvier 2015 par la société Orbital Sciences Corporation pour remplacer le NK-33 utilisé sur la fusée américaine Antares. Le RD-181 est une version adaptée pour permettre le remplacement du NK-33 sans changement structurel important du lanceur Antares. Celui-ci utilise deux RD-181. Le moteur est monté sur un cardan qui permet d'orienter la poussée en l'écartant de 5° de l'axe du lanceur. Le premier vol a eu lieu le 18 octobre 2016, et a été un succès.

### RD-193
Le RD-193 est  une version  dont le développement a été annoncé par le constructeur du moteur le 1er août 2011. Cette version doit remplacer le moteur NK-33 utilisée par le premier étage de la version légère de Soyouz 2.1v lorsque le stock de moteurs déjà construit aura été épuisé (la chaine de fabrication démantelée dans les années 1970 n'a pas été réactivée). Le RD-193 diffère du RD-191 par des modifications portant sur les interfaces entre la chambre de combustion et la turbopompe et entre les sous composants du générateur de gaz. Contrairement à la version d'origine, la poussée du RD-193 n'est plus orientable car le contrôle d'attitude est pris en charge par d'autres propulseurs sur le lanceur Soyouz. Ces modifications permettent de disposer d'un moteur d'une masse réduite de 300 kg et de réduire sa hauteur de 76 cm.